# Harkortstraße 10 (Leipzig)
Das im Stil des Historismus errichtete Wohn- und Geschäftshaus Harkortstraße 10 befindet sich im Leipziger Ortsteil Zentrum-Süd und steht unter Denkmalschutz.

## Lage
Das Haus bildet die nordwestliche Ecke der Kreuzung der Harkortstraße, die hier in den Floßplatz übergeht, mit der Riemannstraße. Die Lage gehört zum Musikviertel und befindet sich in der Grenze der Inneren Südvorstadt. Die Entfernung zum Bundesverwaltungsgericht beträgt weniger als 200 Meter.

## Geschichte
Das Gebäude wurde in der Gründerzeit vom Leipziger Architekten Hofbaumeister Otto Brückwald (1841–1917) für die Maurermeister Bernhard Leuthier und Robert Nake entworfen, deren Erben noch 1943 als Eigentümer genannt werden, Die Errichtung des Hauses von 1880 bis 1883 bildete den Auftakt für die repräsentative Bebauung der Westseite der Harkortstraße; die Häuser Nr. 6 und 8 folgten bis 1886. Zu den ersten Bewohnern des Hauses gehörten der Verleger Georg Heinrich Salomon Hirzel und der Buchhändler und Buchdruckereibesitzer Lionel Baumgärtner. Im Zweiten Weltkrieg bleib es vor Schäden bewahrt. Das Gebäude wurde 1995 saniert und beherbergt sowohl Wohn-, Büro- als auch mietbare Veranstaltungsräume.

## Architektur
Das viergeschossige Gebäude auf hohem Sockel- und mit ausgebautem Dachgeschoss mit Giebelgauben besitzt sechs Fensterachsen zur Riemannstraße und sieben zur Harkortstraße, wobei sich in der nördlichen siebenten der Eingang befindet. Wegen des Straßenverlaufs bilden die beiden Hausfronten einen Winkel von 75° statt eines rechten. Dieser Situation, die meist eine verbrochene Ecke zur Folge hat, begegnete Brückwald durch das Anbringen eines über 105° reichenden Runderkers.

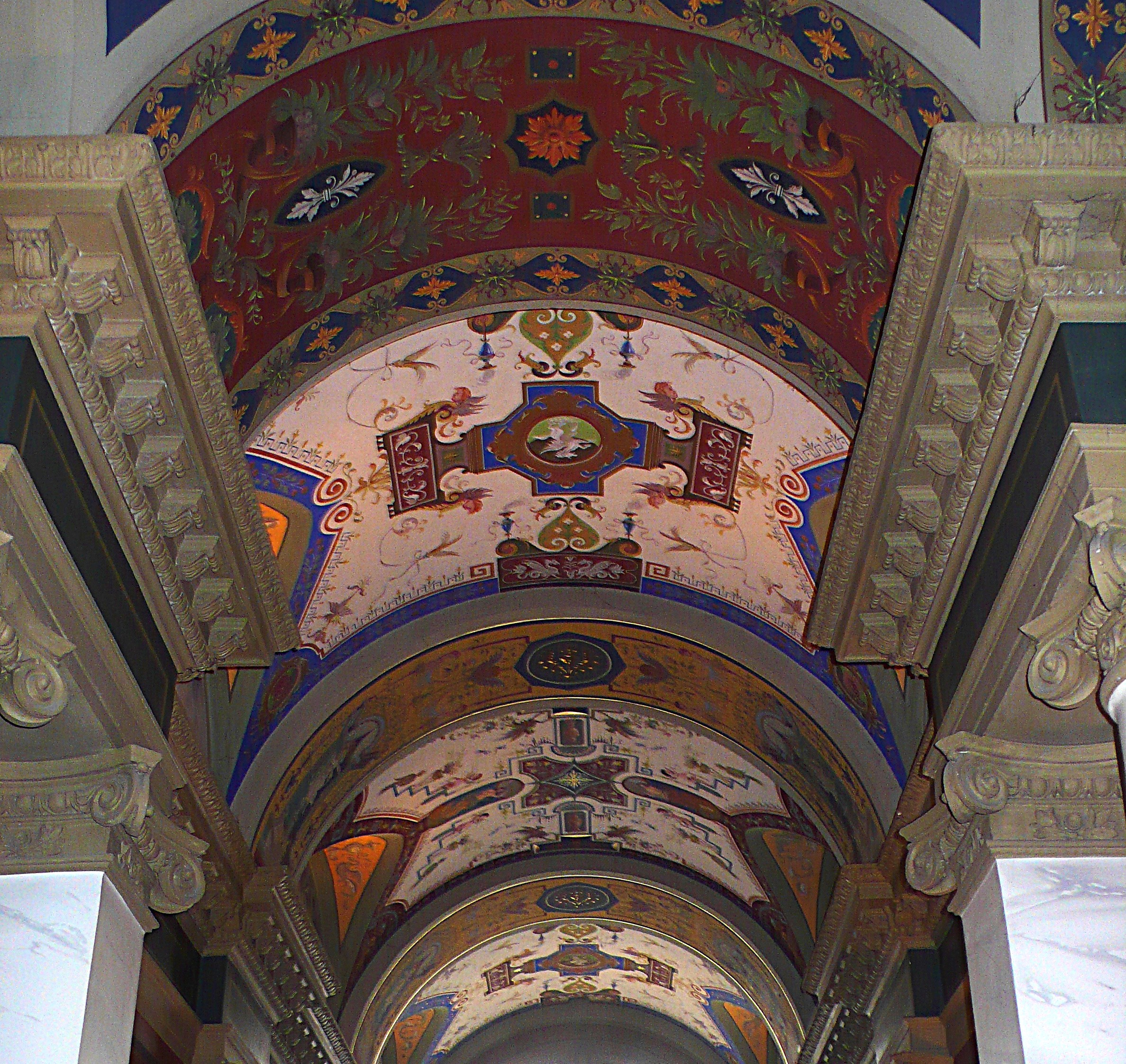
Deckenmalerei im Eingangsbereich (2014)

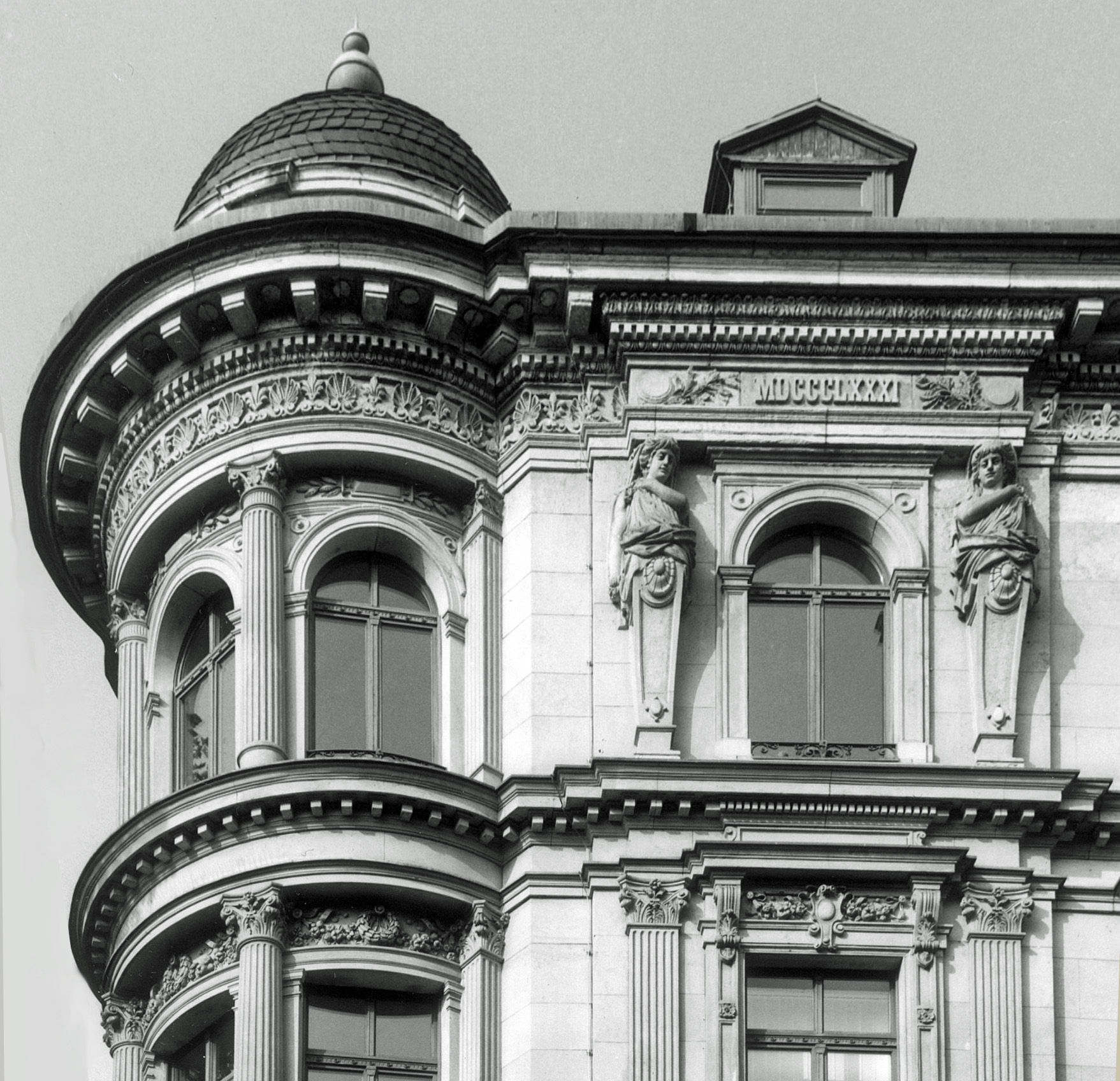
Runderker und Karyatiden mit Erbauungsjahr (2016)

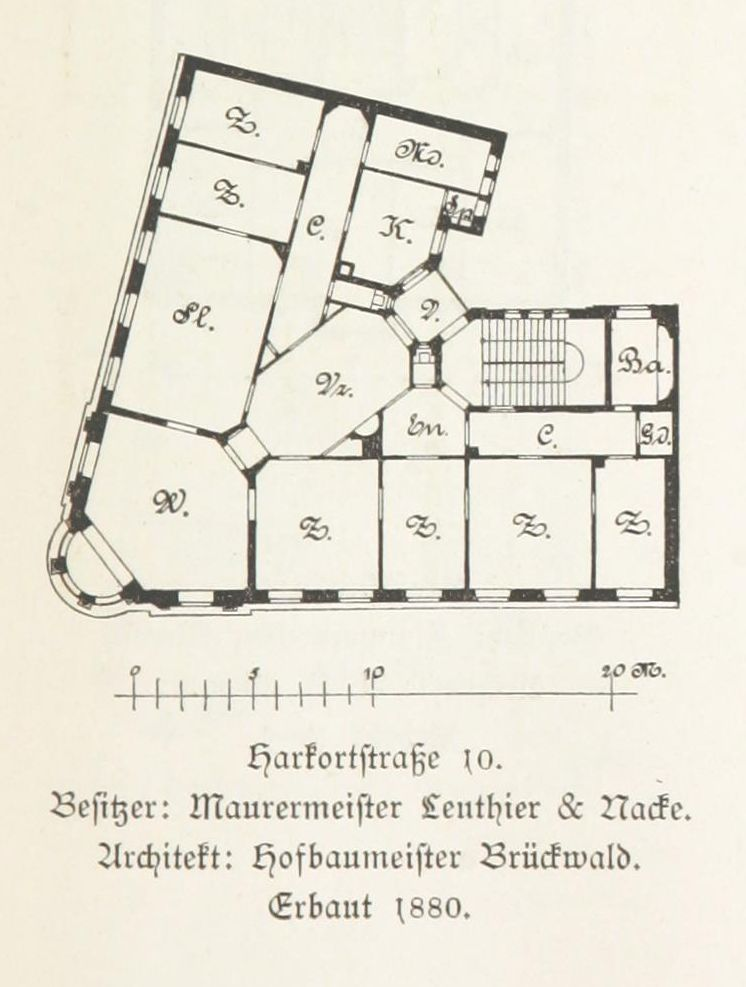
Grundriss bei der Erbauung

An der stark gegliederten Sandsteinfassade wechseln etagenweise hohe Rechteck- und Bogenfenster mit aufwändig geschmückten Fensterüberdachungen in der ersten und zweiten Etage. Blickfang sind der Runderker und die benachbarten als flache Lisenen hervortretenden Fensterachsen. Am dreiachsigen Erker werden die Fenster durch kannelierte Dreiviertelsäulen getrennt. Darüber erhebt sich ein kleiner Turmaufbau mit einer schiefergedeckten Rundkuppel. Das die gesamte Fassade begleitende breite Hauptgesims ist mit kräftigem Zahnschnitt versehen. der nur an den Lisenen neben dem Erker unterbrochen wird, wo Karyatiden ein Gebälk mit dem Erbauungsjahr tragen. Auf dem Satteldach ist in dem hofseitigen Winkel ein balkonartiger Austritt angebracht, er bei der Sanierung 1995 entstanden sein dürfte. Im Inneren sind unter anderem der Eingangsbereich mit Säulen und einer prachtvollen Deckenmalerei sowie die gusseiserne Treppenanlage erhalten.